# Stockholmsberget (Södertälje)
Stockholmsberget, är Södertäljes högsta byggnad, som ligger i stadsdelen Grusåsen. Byggnaden har en höjd på 101 meter och 16 våningar. Byggprocessen inleddes 2017 och tog två år, med Skanska som ansvarig byggentreprenör för att sätta ihop de prefabricerade byggdelarna. Byggnaden stod färdig för inflyttning i september 2019 och har snabbt blivit ett landmärke i Södertälje. Stockholmsberget ritades av arkitektbyrån Mondoarkitekter, som vann en arkitekturtävling för projektet. Byggnaden ligger i ett område med huvudsakligen äldre byggnader från 1940- och 50-talen. Fasaden är gjord av grafisk betong och ljusnar gradvis ju högre upp man kommer. Mönstret på balkongerna förstärker känslan av att byggnaden sträcker sig mot himlen. En klar dag kan man från de översta våningarna se Globen på avstånd. När Telge Bostäder hyrde ut lägenheterna valde man att använda både den ordinarie bostadskön och en "först till kvarn"-metod, vilket gav bostadssökande möjlighet att ställa sig i en fysisk kö för att boka en lägenhet. Stockholmsberget är ett miljöklassat hus med certifieringen Miljöbyggnad Silver, vilket innebär hög energieffektivitet, bra luftkvalitet, ventilation, dagsljus, fuktskydd och ljudmiljö. Huset är också certifierat enligt Sunda Hus, vilket innebär att byggmaterial och arbetsförhållanden är noggrant kontrollerade för att säkerställa en trygg boendemiljö.